# Hurrierne
Hurritterne var et folkeslag, der i oldtiden spredte sig ud over Anatolien, Armenien og det nordlige Mesopotamien. De grundlagde storriget Mitanni[kilde mangler] (ordet læses i dag Mittani af hurrittologer) omkring 16. århundrede f.Kr.
Det hurritiske sprog var hverken indo-europæisk eller semitisk. Det var et såkaldt isoleret sprog, hvilket vil sige, at det ikke var i familie med andre kendte sprog.